# Chudolipie
Chudolipie – wieś w Polsce położona w województwie mazowieckim, w powiecie żyrardowskim, w gminie Mszczonów.
Wieś wchodzi w skład sołectwa Zimna Woda.
Wieś szlachecka Lipie Potrzikowskich położona była w drugiej połowie XVI wieku w powiecie tarczyńskim ziemi warszawskiej województwa mazowieckiego. W latach 1975–1998 miejscowość administracyjnie należała do województwa skierniewickiego.